# La scienza in cucina e l'arte di mangiar bene
La scienza in cucina e l'arte di mangiar bene (în traducere „Știința în bucătărie și arta de-a mânca bine) este o carte de bucate a scriitorului și gastronomului italian Pellegrino Artusi, publicată în anul 1891. Opera lui Artusi este una dintre cele mai citite cărți în limba italiană, și cea mai cunoscută carte despre bucătăria italiană. Scrisă cu un gust deosebit pentru valoarea estetică atât literar, cât și gastronomic, autorul descrie pe parcursul celor 790 de rețete cultura italiană, în stilul unui jurnal de călătorie, cu un limbaj expresiv și rafinat.
Cartea a contribuit profund la dezvoltarea culturii italiene și a devenit în scurt timp un simbol al unității italiene. Opera a fost tradusă în engleză, neerlandeză, portugheză, spaniolă, germană, franceză, poloneză și rusă în mai multe ediții.

## Traduceri

#### În engleză
- Italian Cook Book, adopted from the Italian of Pellegrino Artusi by Olga Ragusa, New York, S. F. Vanni, 1944.
- Italianissimo: italian cooking at its best, translated by Elisabeth Abbott, New York, Liveright, 1975, ISBN: 0-87140-596-2.
- The art of eating well, translated from the italian by Kyle M. Phillips 3rd, New York, Random House, 1996, ISBN: 0-679-43056-3.
- Science in the kitchen and the art of eating well, translated by Murtha Baca and Stephen Sartarelli, introduction by Lorenza de'Medici, New York, Marsilio, c1997, ISBN: 1-56886-039-0.
- Science in the kitchen and the art of eating well, foreword by Michele Scicolone, introduction by Luigi Ballerini, translated by Murtha Baca and Stephen Sartarelli, Toronto, University of Toronto, 2003, ISBN: 0-8020-8657-8.
- Exciting food for southern types, Londra, Penguin Books, 2011, ISBN: 978-0-241-95110-1.

#### În germană
- Der große Artusi : die klassische italienische Küche, Monaco di Baviera, Mary Hahn, 1982, ISBN: 3-87287-339-3.
- Von der Wissenschaft des Kochens und der Kunst des Genießens, mit Illustrationen von Steppen Butz, Monaco di Baviera, Mary Hahn, 1998, ISBN: 3-87287-443-8.

#### În neerlandeză
- De wetenschap in de keuken en de kunst om goed te eten, vertaling Pietha de Voogd, Mieke Geuzebroek, Amsterdam, Scepter, 1996, ISBN: 90-72653-04-1.

#### În franceză
- La science en cuisine et l'art de bien manger : un extrait du manuel pratique pour la famille mise en œuvre, traduction en français par Deborah Mariniello et Édouard Béchoux, Firenze, Il cenacolo degli Sparecchiatori, 2002.
- La Science en cuisine et l'art de bien manger, préfacé par Alberto Capatti, traduit de l'italien par Lise Chapuis et Marguerite Pozzoli, Arles, Actes Sud Cuisine, 2016, ISBN: 978-2-330-06658-1.

#### În portugheză
- A ciência na cozinha e a arte de comer bem, tradução de Anabela Cristina Costa da Silva Ferreira, Itu (Brazil), Associação emiliano-romagnola bandeirante, 2009, ISBN: 978-85-62919-00-8.

#### În spaniolă
- La ciencia en la cocina y el arte de comer bien: manual practico para las familias (790 recetas) y en apéndice: la cocina para los estomagos delicados / Pellegrino Artusi; coordinación editorial: Maria Cristina Turchi, Loris Romagnoli; traductores: Maurizio Fabbri [et al.]; introducción de Maurizio Fabbri – collana editoriale Un mar de sueños: Arci solidarietà cesenate, Ministero Beni e attività culturali, Ministero Affari Esteri, Regione Emilia-Romagna, Martorano di Cesena, 2004.
- La ciencia en la cocina y el arte de comer bien: el primero recetario de cocina italiana de la historia (790 recetas), prólogo de Juan Mari Arzak, traducción de Juana Barría, Barcellona, Alba, 2010, ISBN: 978-84-8428-589-2.

#### În poloneză
- Włoska sztuka dobrego gotowania (L'arte italiana del buon cucinare) Pellegrino Artusi; tradotto da Tessa Capponi-Borawska (traduttrice, italianista e giornalista); 15-11-2017, 512 pag.

#### În rusă
- Наука о питании и искусство приготовления вкусной еды, Mosca, ИТА Каза эдитриче, 2011, ISBN: 978-5-9903149-1-7.